# Wardsboro (Vermont, statisztikai település)
Wardsboro statisztikai település az USA Vermont államában, Windham megyében. Lakosainak száma 70 fő (2020. április 1.).

## Népesség
A település népességének változása:

| 2020 | 70 |